# 신경계 질환
신경계 질환(Neurological disorder)은 신경계 즉 뇌, 척수, 신경에 문제가 생긴 병이다. 일부 정신병도 포함된다.

## 같이 보기
- 중추신경계
- 인간의 뇌
- 정신 질환
- 신경가소성
- 말초신경계